# Crambus eurypides
Crambus eurypides là một loài bướm đêm trong họ Crambidae.